# یوشیکازو هیگاشیتانی
یوشیکازو هیگاشیتانی ((به ژاپنی: 東谷 義和, Higashitani Yoshikazu) معروف به گاشی (به ژاپنی: ガーシー, Gāshī) ; ۶ اکتبر ۱۹۷۱ –) سیاستمدار، تاجر سابق و یوتیوبر اهل ژاپن بود.
وی در مجلس مشاوران در ۲۰۲۲ به عنوان بخشی از حزب ان‌اچ‌کی انتخاب شد، اما در ۱۵ مارس ۲۰۲۳ به دلیل عدم شرکت در هیچ جلسه ای از مجلس اخراج شد. روز بعد، اداره پلیس کلان‌شهر توکیو به‌دلیل تهمت ادعایی افراد مشهور در ویدیوهای خود در یوتیوب، به دنبال حکم بازداشت شد. در ۴ ژوئن ۲۰۲۳، اداره پلیس متروپولیتن هیگاشیتانی را بلافاصله پس از ورود به فرودگاه بین‌المللی ناریتا به ظن تهدید از روی عادت افراد مشهور و دیگران دستگیر کرد.